# Wohnhaus Dorfstraße 38

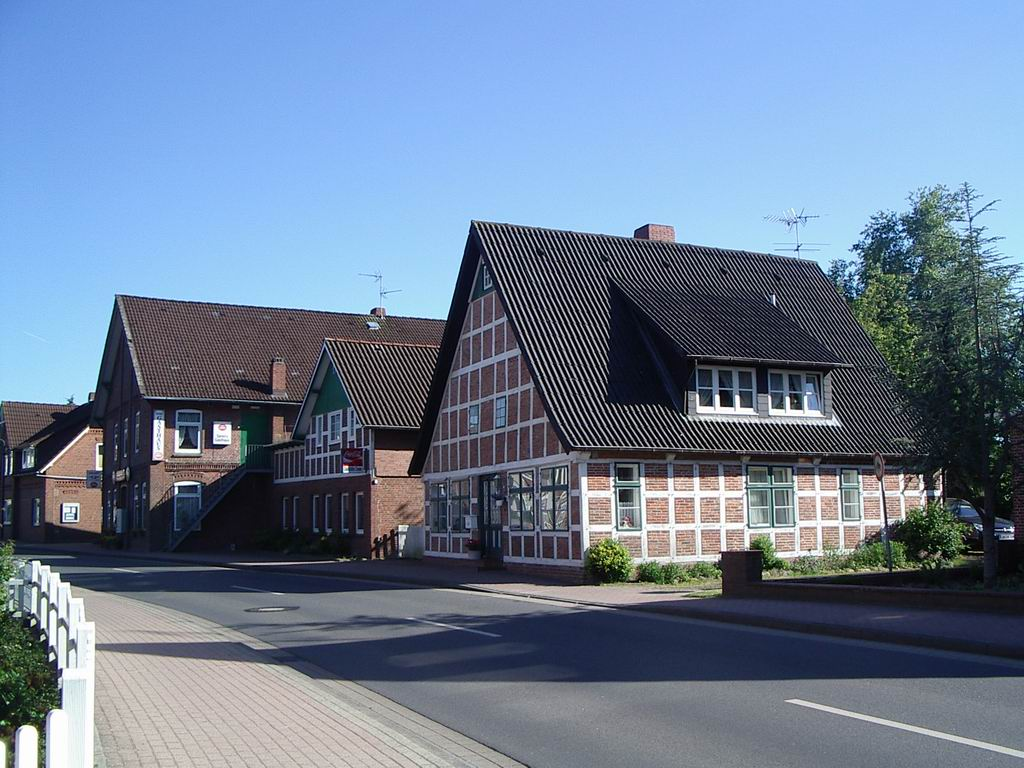
Links eine Gaststätte, rechts Dorfstraße 38

Das Wohnhaus Dorfstraße 38 in der niedersächsischen Samtgemeinde Land Hadeln, Gemeinde  Neuenkirchen, im Landkreis Cuxhaven, stammt vom Anfang des 19. Jahrhunderts. Aktuell (2024) wird es als Wohnhaus genutzt.
Das Gebäude steht unter Denkmalschutz (siehe auch Liste der Baudenkmale in Neuenkirchen (Land Hadeln)).

## Geschichte und Beschreibung
Nigenkerken wurde 1342 erstmals urkundlich erwähnt und galt als Kornkammer im Land Hadeln.
Das eingeschossige giebelständige Gebäude in symmetrischem regelmäßigen Fachwerk mit Steinausfachungen und rückwärtigem Giebel in Backstein, mit pfannengedecktem Satteldach, stammt von 1802 (Inschrift). Im westlichen Backsteingiebel sind am Ortgang holländische Dreiecke vorhanden. Diese Häusertypen wurde hier bis ins 19. Jahrhundert oft gebaut.
Der zweigeschossige giebelständige Stall von um 1910 als Backsteinbau mit hohem Drempel in Fachwerk mit Steinausfachungen und Satteldach sowie regionaltypischer senkrechter Verbretterung im Giebeldreieck steht auch unter Denkmalschutz.
Das Landesdenkmalamt befand u. a.: „… ortsgeschichtlicher, gebäudetypischer, straßen- und ortsbildprägender Zeugniswert …“